# Комсомольская узкоколейная железная дорога
Комсомольская узкоколейная железная дорога — [С какого времени?]до 2015 года была единственной сохранившейся узкоколейной железной дорогой в Сибири, не считая детских железных дорог и коротких узкоколеек на территории шахт и заводов. Находилась на территории Первомайского района Томской области. Начальный пункт — посёлок Комсомольск.

## История
Первый участок узкоколейной железной дороги был построен в 1954 году, его протяженность была 9 км. Тогдашний подвижной состав был представлен паровозами.
Железной дороги широкой колеи в то время не было, поэтому весь вывезенный лес сначала привозили на нижний склад, затем сплавляли по реке Чулым.
В 1959 году на узкоколейке появился первый лесной поселок — Октябрьский, просуществовавший до 1977 года.
В 1961 году началось строительство железнодорожной линии широкой колеи Асино — Белый Яр. В 1965 году было открыто временное движение на участке Асино — Балагачево (полностью линия была сдана в эксплуатацию лишь в 1976 году). Тогда же на ст. Балагачево был построен путепровод над узкоколейной железной дорогой, а с конца 1966 года лес перегружался в вагоны широкой колеи.
В то же время начался перевод узкоколейки на тепловозы. В 1963 году по реке Чулым были доставлены первые тепловозы ТУ4. Позднее были доставлены тепловозы ТУ6, ТУ6А, ТУ7, ТУ6Д , ЭСУ2А и ТУ6П, однако ТУ6П после первой поездки был признан непригодным для эксплуатации.
В 1969 году началось строительство магистрали от рзд. 7 км в сторону поселка Францево, появившегося здесь ещё в 1930-е годы. В 1972 она была доведена до самого поселка, сблизив его с цивилизацией. В начале 1980-х годов старая магистараль, шедшая в сторону бывшего поселка Октябрьский, была разобрана.
В начале 1990-х годов Комсомольский леспромхоз был преобразован в ООО «Лесное Причулымье», в отличие от остальных леспромхозов Сибири, ему удалось сохранить узкоколейку.
Летом 2015 года, из-за «аварийного» состояния пути узкоколейка была разобрана. Подвижной состав порезан. Поселок Францево обслуживают тракторами.

## Подвижной состав

### Локомотивы
- ТУ4
- ТУ6А
- ТУ6Д
- ТУ7
- ЭСУ2А

### Вагоны
- Вагоны платформы
- Пассажирские вагоны ПВ40
- Вагон-сцеп

### Частные средства передвижения
- Мотодрезина ТД-5У «пионерка»